# أولاد سلامة (المغرب)
أولاد سلامة قرية مغربية بإقليم القنيطرة الساحلي شمالي الدار البيضاء، تضم بلدة أولاد سلامة 15.936 نسمة (إحصاء 2004).

## وصلات خارجية
- (بالفرنسية) إحصائيات إقليم الجديدة على موقع World Gazetter

1. 1 2  المملكة المغربية, المندوبية السامية للتخطيط. population.pdf "الإحصاء العام للسكان و السكنى 2004" (PDF) (بالعربية و الفرنسية). ص. 60–61. مؤرشف من الأصل (pdf) في 2015-05-01. اطلع عليه بتاريخ 2012-04-20. {{استشهاد ويب}}: تحقق من قيمة |مسار أرشيف= (مساعدة)صيانة الاستشهاد: لغة غير مدعومة (link)
2. ↑  المندوبية السامية للتخطيط (المحرر)، الإحصاء العام للسكان والسكنى لسنة 2014، QID:Q19599909
3. ↑   http://rgph2014.hcp.ma/file/166326/. {{استشهاد ويب}}: |url= بحاجة لعنوان (مساعدة) والوسيط |title= غير موجود أو فارغ (من ويكي بيانات) (مساعدة)